# جورج لاتيمر
جورج لاتيمر (بالإنجليزية: George Latimer)‏ (23 يونيو 1935 - 18 أغسطس 2024) هو سياسي أمريكي، ولد في 1935. حزبياً، نشط في الحزب الديمقراطي.